# Кружок (Речицкий район)
Кружок (бел. Кружок) — упразднённый посёлок в Холмечском сельсовете Речицкого района Гомельской области Белоруссии.

## География

### Расположение
В 21 км на юго-восток от районного центра и железнодорожной станции Речица (на линии Гомель — Калинковичи), 71 км от Гомеля.

## Транспортная сеть
Рядом автодорога Лоев — Речица. Застроен редко деревянными усадьбами.

## История
Основан в 1920-х годах переселенцами из соседних деревень на бывших помещичьих землях. В 1931 году организован колхоз. 6 жителей погибли на фронтах Великой Отечественной войны. Согласно переписи 1959 года в составе колхоза «Красный флаг» (центр — деревня Артуки).
До 31 октября 2006 года в составе Артуковского сельсовета.
12 октября 2017 года упразднён посёлок Кружок.

## Население

### Численность
- 2004 год — 3 хозяйства, 84 жителя.

### Динамика
- 1959 год — 65 жителей (согласно переписи).
- 2004 год — 3 хозяйства, 84 жителя.